# Luigi di Brienne
Luigi di Brienne, noto anche come Luigi d'Acri o Luigi di Beaumont-Brienne (Acri, 1230 circa – Beaumont-sur-Sarthe, 14 settembre 1297), è stato visconte di Beaumont e capostipite del ramo di Beaumont del casato di Brienne.

## Origini e giovinezza
Luigi nacque attorno al 1230, secondo figlio maschio di Giovanni di Brienne, imperatore-reggente di Costantinopoli ed ex re di Gerusalemme, e della sua terza moglie, Berenguela di León. Luigi e i suoi due fratelli, Alfonso e Giovanni, erano spesso chiamati con il nome "d'Acri", dall'allora capitale del Regno di Gerusalemme, sebbene fossero nati dopo anni da quando loro padre vi aveva regnato.
Secondo il trattato siglato a Perugia nell'aprile 1229 con il quale Giovanni di Brienne accettò il ruolo di reggente per conto dell'ancora minorenne Baldovino II, a Luigi e ai suoi fratelli sarebbe spettato il dominio sull'Epiro e sulla Macedonia se loro padre fosse riuscito a strapparne il controllo al greco Teodoro Comneno Ducas.
Nel 1236, Luigi e i suoi fratelli, per volontà del padre, lasciarono Costantinopoli per recarsi in Francia al seguito di Baldovino II, che intraprese un viaggio in Europa per cercare supporto militare contro i nemici dell'Impero latino. Il cronista francese Guillaume de Nangis annotò come i tre fratelli fossero "ancora bambini"; lo stesso cronista riporta anche che il re Luigi IX di Francia e la regina madre Bianca di Castiglia (sorella di loro nonna Berenguela di Castiglia), li ricevettero "con onore e bontà" e li accolsero presso di sé. I tre crebbero alla corte reale francese a Parigi e più avanti presero parte alla crociata del re contro l'Egitto.
Data la loro stretta parentela anche con Alfonso X di Castiglia, Luigi e i suoi fratelli visitarono spesso la corte reale castigliana dove, tra il 1250 e il 1270 circa, presenziarono alla concessione di diverse carte reali.

## Visconte di Beaumont
Attorno al 1253, Luigi sposò Agnese di Beaumont. Tramite questo matrimonio divenne iure uxoris visconte di Beaumont-au-Maine (nota anche come Beaumont-le-Vicomte, oggi Beaumont-sur-Sarthe), nel Maine, e vassallo del fratello di Luigi IX, Carlo d'Angiò. Il suo titolo sarebbe stato ereditato dai suoi discendenti, che adottarono il nome di Beaumont (o Beaumont-Brienne).
Tra il 1253 al 1285, Luigi e sua moglie Agnese sono citati come fondatori negli statuti di diverse istituzioni religiosi, come il priorato di Vivoin e le abbazie di Perseigne e di Étival-en-Charnie, alle quali concessero anche diversi privilegi.
Luigi di Brienne morì il 14 settembre 1297 e fu seppellito presso la già citata abbazia di Étival.

## Discendenza
Dal suo matrimonio con Agnese of Beaumont, Luigi ebbe sette tra figli e figlie:
- Giovanni, che sposò Giovanna di Guerche e poi Matilde di Mechelen;[13]
- Luigi, futuro vescovo di Durham;[13]
- Enrico, che sposò Alice Comyn, erede dei conti di Buchan, e partecipò alla prima guerra d'indipendenza scozzese;[13]
- Margherita, che sposò Boemondo VII d'Antiochia, conte di Tripoli;[13]
- Isabella, che sposò Giovanni di Vescy;[13]
- Giovanna, che sposò Guido VIII di Laval;[14]
- Maria, che sposò Enrico III d'Avaugour.[14]

## Ascendenza
|                         |                       |                                | Genitori                        |  |  | Nonni |  |  | Bisnonni                |  |  | Trisnonni           |  |
|                         |                       |                                |                                 |  |  |       |  |  | Gualtieri II di Brienne |  |  | Erardo I di Brienne |  |
|                         |                       |                                |                                 |  |  |       |  |  | Gualtieri II di Brienne |  |  | Erardo I di Brienne |  |
|                         |                       | Alice di Roucy                 |                                 |  |  |       |  |  | Gualtieri II di Brienne |  |  |                     |  |
| Erardo II di Brienne    |                       |                                |                                 |  |  |       |  |  | Gualtieri II di Brienne |  |  |                     |  |
|                         |                       | Adele di Soissons              | Giovanni di Soissons            |  |  |       |  |  |                         |  |  |                     |  |
|                         |                       | Adele di Soissons              | Giovanni di Soissons            |  |  |       |  |  |                         |  |  |                     |  |
|                         |                       | Adele di Soissons              | Avelina di Pierrefonds          |  |  |       |  |  |                         |  |  |                     |  |
| Giovanni di Brienne     |                       | Adele di Soissons              |                                 |  |  |       |  |  |                         |  |  |                     |  |
|                         |                       | Amedeo II di Montfaucon        | Riccardo II di Montfaucon       |  |  |       |  |  |                         |  |  |                     |  |
|                         |                       | Amedeo II di Montfaucon        | Riccardo II di Montfaucon       |  |  |       |  |  |                         |  |  |                     |  |
|                         |                       | Amedeo II di Montfaucon        | Sofia (o Agnese) di Montbéliard |  |  |       |  |  |                         |  |  |                     |  |
| Agnese di Montfaucon    |                       | Amedeo II di Montfaucon        |                                 |  |  |       |  |  |                         |  |  |                     |  |
|                         |                       | Beatrice di Grandson-Joinville | Ruggero di Joinville            |  |  |       |  |  |                         |  |  |                     |  |
|                         |                       | Beatrice di Grandson-Joinville | Ruggero di Joinville            |  |  |       |  |  |                         |  |  |                     |  |
|                         |                       | Beatrice di Grandson-Joinville | Adelarda di Vignory             |  |  |       |  |  |                         |  |  |                     |  |
| Luigi di Brienne        |                       | Beatrice di Grandson-Joinville |                                 |  |  |       |  |  |                         |  |  |                     |  |
|                         | Ferdinando II di León | Alfonso VII di León            |                                 |  |  |       |  |  |                         |  |  |                     |  |
|                         | Ferdinando II di León | Alfonso VII di León            |                                 |  |  |       |  |  |                         |  |  |                     |  |
|                         | Ferdinando II di León | Berengaria di Barcellona       |                                 |  |  |       |  |  |                         |  |  |                     |  |
| Alfonso IX di León      | Ferdinando II di León |                                |                                 |  |  |       |  |  |                         |  |  |                     |  |
|                         |                       | Urraca del Portogallo          | Alfonso I del Portogallo        |  |  |       |  |  |                         |  |  |                     |  |
|                         |                       | Urraca del Portogallo          | Alfonso I del Portogallo        |  |  |       |  |  |                         |  |  |                     |  |
|                         |                       | Urraca del Portogallo          | Mafalda di Savoia               |  |  |       |  |  |                         |  |  |                     |  |
| Berenguela di León      |                       | Urraca del Portogallo          |                                 |  |  |       |  |  |                         |  |  |                     |  |
|                         |                       | Alfonso VIII di Castiglia      | Sancho III di Castiglia         |  |  |       |  |  |                         |  |  |                     |  |
|                         |                       | Alfonso VIII di Castiglia      | Sancho III di Castiglia         |  |  |       |  |  |                         |  |  |                     |  |
|                         |                       | Alfonso VIII di Castiglia      | Bianca Garcés di Navarra        |  |  |       |  |  |                         |  |  |                     |  |
| Berenguela di Castiglia |                       | Alfonso VIII di Castiglia      |                                 |  |  |       |  |  |                         |  |  |                     |  |
|                         |                       | Eleonora d'Inghilterra         | Enrico II d'Inghilterra         |  |  |       |  |  |                         |  |  |                     |  |
|                         |                       | Eleonora d'Inghilterra         | Enrico II d'Inghilterra         |  |  |       |  |  |                         |  |  |                     |  |
|                         |                       | Eleonora d'Inghilterra         | Eleonora d'Aquitania            |  |  |       |  |  |                         |  |  |                     |  |
|                         |                       | Eleonora d'Inghilterra         |                                 |  |  |       |  |  |                         |  |  |                     |  |